# چو کوک
این یک نام کره‌ای است؛ نام خانوادگی چو است.
چو کوک (کره‌ای: 조국؛ زادهٔ ۶ آوریل ۱۹۶۵)) سیاستمدار اهل کره جنوبی است که به عنوان عضو مجلس ملی از سال ۲۰۲۴ خدمت می‌کند. او بنیان‌گذار و رهبر حزب بازسازی کره است و سپتامبر تا اکتبر ۲۰۱۹ به عنوان وزیر دادگستری و از سال ۲۰۱۷ تا ۲۰۱۹ به عنوان منشی ارشد رئیس‌جمهور در امور عمرانی در دوران ریاست‌جمهوری مون جه این خدمت کرده است. در سال ۲۰۱۹، چو کوک درگیر یک سری از جنجال‌ها، از جمله اتهامات فساد پیرامون فعالیت‌های تجاری خانواده‌اش بود. در ۱۴ اکتبر ۲۰۱۹ و در پی این جنجال‌ها، چو کوک استعفای خود را اعلام کرد.